# Killingworth Michael Fentham Hedges
Killingworth Michael Fentham Hedges, britanski general, * 1890, † 1969.